# Vladimir Petrovitch Orlov-Davydov
Pour les articles homonymes, voir Orlov et Davydov.
Le comte Vladimir Petrovitch Orlov-Davydov (23 avril 1809 - 24 avril 1882, Saint-Pétersbourg), est un bibliophile et homme politique russe.

## Biographie
Fils du général Piotr Lvovitch Davydov (ru) et petit-fils de Vladimir Grigorievitch Orlov (ru), il passe son enfance en Italie.
Après la mort de sa mère, il est envoyé en Angleterre, où il a poursuivi ses études à l'université d'Édimbourg, et a obtenu son doctorat en droit, puis il s'est installé à Londres, comme attaché d'ambassade.
Après un séjour de cinq ans à Paris, il retourna en Russie. Sur la route, il visita Weimar, où il fut reçu par la grande-duchesse Marie Pavlovna, et où il rencontra Goethe.
En 1848, il est nommé ministre des Affaires intérieures. En 1856, il prit après la mort d'Ekaterina Grigorievna Orlova,le titre et le nom d'Orlov-Davydov grâce à une permission impériale. 
En 1862, il est élu maréchal de la noblesse de Saint-Pétersbourg.
En amoureux de l'Antiquité, le comte Orlov-Davydov a fait des dons à diverses bibliothèques et musées, et a enrichi la bibliothèque de son grand-père. Le comte Orlov-Davydov a été élu membre honoraire de l'Académie des sciences en 1878.

## Vie familiale

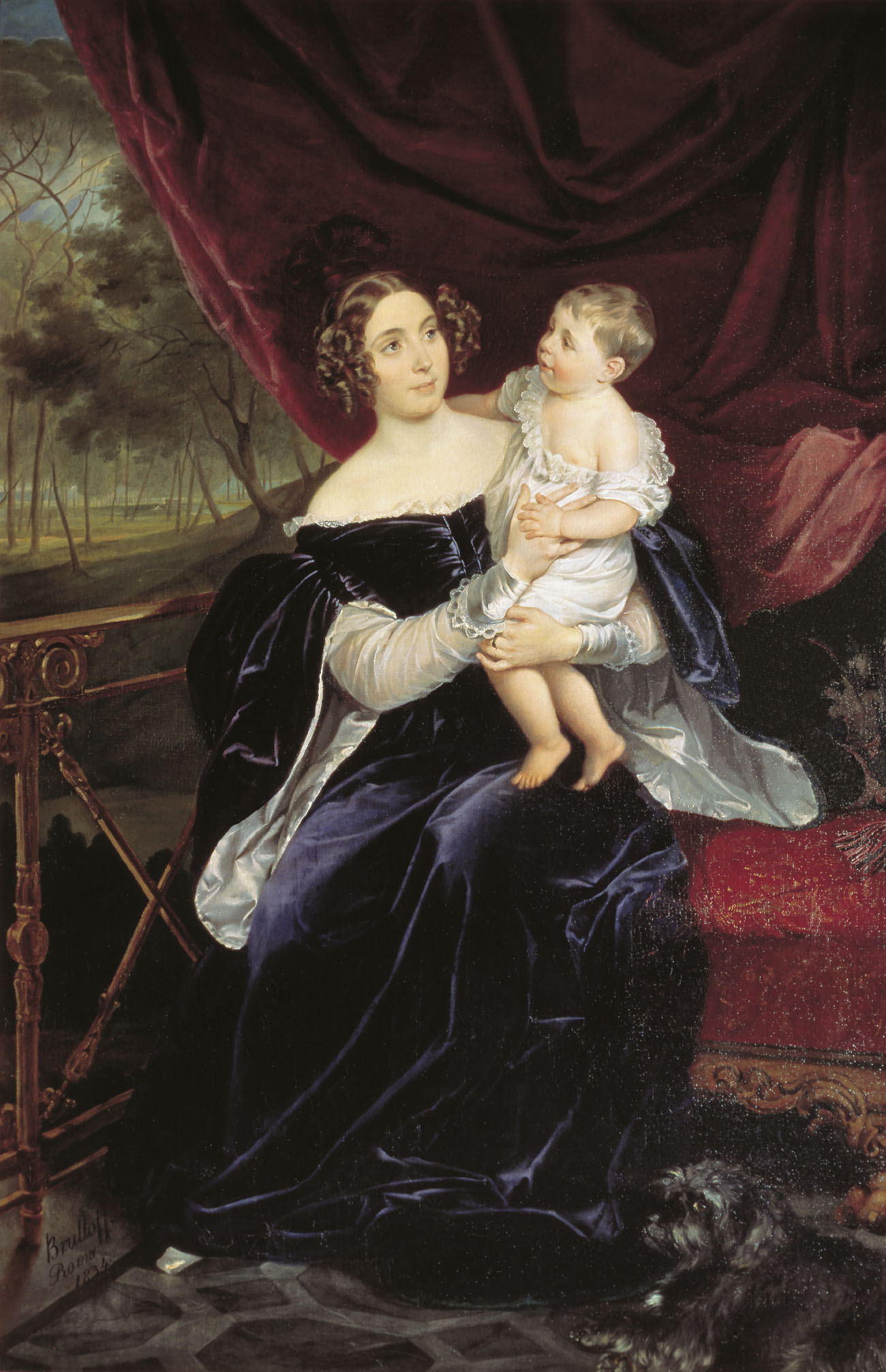
Son épouse et leur fille Nathalie.

En juin 1832, Vladimir Davydov épousa la princesse Olga Ivanovna Baryatinskaïa (1814-1876), fille du prince Ivan Ivanovitch Baryatinski (ru) (1772-1825) et de Maria Feodorovna, née comtesse von Keller (1792-1858). D'où :
- Natalia (1833-1885), épouse du prince Dmitri Dolgorouky-Krymsky (1827-1910) ;
- Vladimir Vladimirovitch (1837-1870), général et gouverneur de Simbirsk ;
- Anatoly (ru) (1837-1905), major général, marié à la comtesse Maria Egorovna Tolstoï (1842-1895) ;
- Maria Vladimirovna (1840-1931), demoiselle d'honneur ;
- Evgenia (1841-1872), épouse de Piotr Alexeievitch Vassiltchikov (1829-1898) ;
- Sergueï Vladimirovitch (1846-1905), marié à Élisabeth Arsenieva (1855-).

## Adresse
Il demeure de 1873 à sa mort dans son hôtel particulier du 27 rue Saint-Serge (Saint-Pétersbourg).